# پیش‌نویس قانون اساسی جمهوری اسلامی
پیش‌نویس قانون اساسی جمهوری اسلامی نام متنی است که توسط شورای انقلاب و به سرپرستی یدالله سحابی بعد از پیروزی انقلاب ۱۳۵۷ و تشکیل مجلس خبرگان قانون اساسی برای بررسی و تصویب نهایی این پیش‌نویس با تغییرات فراوان تهیه و به رفراندم گذاشت که تفاوت‌های قابل ذکری با پیش‌نویس‌های تهیه شده داشت.

## پیشینه
قبل از انقلاب ایران برخی از نزدیکان سید روح‌الله خمینی متنی را به سرپرستی حسن حبیبی در پاریس و با موافقت سید روح‌الله خمینی تدوین کرد که برگرفته از قانون اساسی وقت ایران و قوانین اساسی برخی دیگر از کشورهای جهان بود. تا پس از پیروزی انقلاب به عنوان قانون اساسی ایران بکار رود.
خمینی پیش‌نویس تهیه شده توسط حبیبی را با خود به ایران آورد اما گروهی از حقوقدان‌ها را مأمور تهیه پیش‌نویس دیگری کرد. به این منظور ناصر کاتوزیان، عبدالکریم لاهیجی، حسن حبیبی، محمدجعفر جعفری لنگرودی، ناصر میناچی و احمد صدرحاج سیدجوادی با همراهی رضا زواره‌ای و سید علی خامنه‌ای مسئول شدند. (در لیستی که ناصر کاتوزیان از اعضا بدست داده‌است نام احمد صدرحاج سیدجوادی نیامده و از بنی صدر به عنوان یکی از اعضا نام برده شده‌است که به نظر می‌رسد فتح‌الله بنی‌صدر برادر بزرگتر ابوالحسن باشد) و قرار بر این بود که این گروه در حسینیه ارشاد هر روز جلساتی برگزار کند و در مدت حدود یک ماه این پیش‌نویس آماده شود. آقایان خامنه‌ای و زواره‌ای بیش از یکی دو جلسه در این شورا حاضر نشدند.

## مفاهیم و متن پیش نویس قانون اساسی مصوب شورای انقلاب
در این پیش‌نویس، نظام حکومتی ایران به صورت جمهوری نیمه‌ریاستی مشابه جمهوری پنجم فرانسه درآمده‌بود؛ یعنی ریاست کشور بر عهده رئیس‌جمهور منتخب مردم بود اما ریاست دولت را نخست‌وزیری به پیشنهاد رئیس‌جمهور و تأیید مجلس بر عهده داشت. قوه مقننه کشور از یک مجلس به نام مجلس شورای ملی تشکیل می‌شد. شورای نگهبان قانون اساسی نیز در این پیشنویس وجود داشت (اما شکل انتخاب حقوقدانان و فقها کاملاً متفاوت از شرایط فعلی بود و رسیدگی آن‌ها به قوانین در موارد خاصی انجام می‌پذیرفت. اشاره‌ای به ولایت فقیه نیز در این قانون اساسی وجود نداشت.
پس از حدود یک ماه که پیشنویس آماده شد. شورای انقلاب آن را به خمینی تحویل داد که وی در چند مورد تغییرات اندکی را اعمال کرد. عزت‌الله سحابی از اعضای شورای انقلاب در این مورد می‌گوید: «بهشتی و بنی صدر نسخه‌ای را که دست امام بود آوردند. امام در حاشیه آن شش مورد اشاره کرده بودند. یکی در مورد شرایط رئیس‌جمهور و نخست‌وزیر بود… مورد دیگر روی پرچم ایران بود که نوشته شده بود پرچم سه رنگ با علامت شیر و خورشید…مورد دیگر مسئله حقوق اقلیت‌ها و برخی نکات آن بود.»
سید محمدکاظم شریعتمداری و سیدمحمدرضا گلپایگانی نیز در یکی دو بند آن تغییرات مختصری اعمال کردند. گلپایگانی مصر بود در قانون حتماً قید شود رئیس‌جمهور مرد و شیعه اثنی عشری باشد. ابراهیم یزدی از طرف خمینی مأمور مذاکره با گلپایگانی در این مورد بود. وی می‌گوید: «در این دیدار مرحوم گلپایگانی گفت اگر این تغییرات در متن پیش نویس قانون اساسی انجام نشود، من شیخ فضل‌الله انقلاب خواهم شد و در مقابل آن می‌ایستم. به هر حال به دستور امام تغییرات فوق را در متن پیشنهادی قانون اساسی انجام دادیم.»

## روند تصویب بررسی پیش نویس قانون اساسی
ابتدا قرار بر این بود که این پیشنویس به صورت مستقیم به همه‌پرسی گذاشته شود. مهدی بازرگان و یدالله سحابی با این پیشنهاد مخالفت کردند. استدلال آنان این بود که به مردم قول تشکیل مجلس مؤسسان داده شده و باید با تشکیل این مجلس از طرف مردم، آرای عمومی در بند بند قانون لحاظ شود. اما به دلیل کمبود وقت امکان تشکیل این مجلس نیز میسر نشد و قرار بر این شد که مجلسی مختصرتر تشکیل گردد و بر مبنای پیشنویس تدوین شده قانون اساسی را تعیین کند. این مجلس با عنوان «مجلس خبرگان قانون اساسی» تشکیل شده و سید روح‌الله خمینی دو ماه به آن وقت داد تا کار خود را انجام دهد.

## اعتراضات و تغییرات پیش نویس
در راه تدوین قانون در این مجلس اختلافات و اعتراضاتی صورت گرفت. اولین مشکل از آنجا آغاز شد که این مجلس پیشنویس را به‌طور کامل کنار گذاشته و از اول به تدوین قانون پرداخت. دوم اینکه به جای دو ماه مقرر شده از طرف سید روح‌الله خمینی، کار مجلس بیش از سه ماه به طول انجامید. عده‌ای از اعضا و وزرای دولت موقت، ظاهراً به ابتکار عباس امیرانتظام، با همین دلایل طرحی را برای الغای این مجلس در نظر گرفتند که از طرف خمینی با آن مخالفت شد و در نهایت قانون اساسی را همان مجلس خبرگان تدوین کرد.
سوم، انجمن‌های مرتبط با زنان نیز با این پیش‌نویس موافق نبوده‌اند.

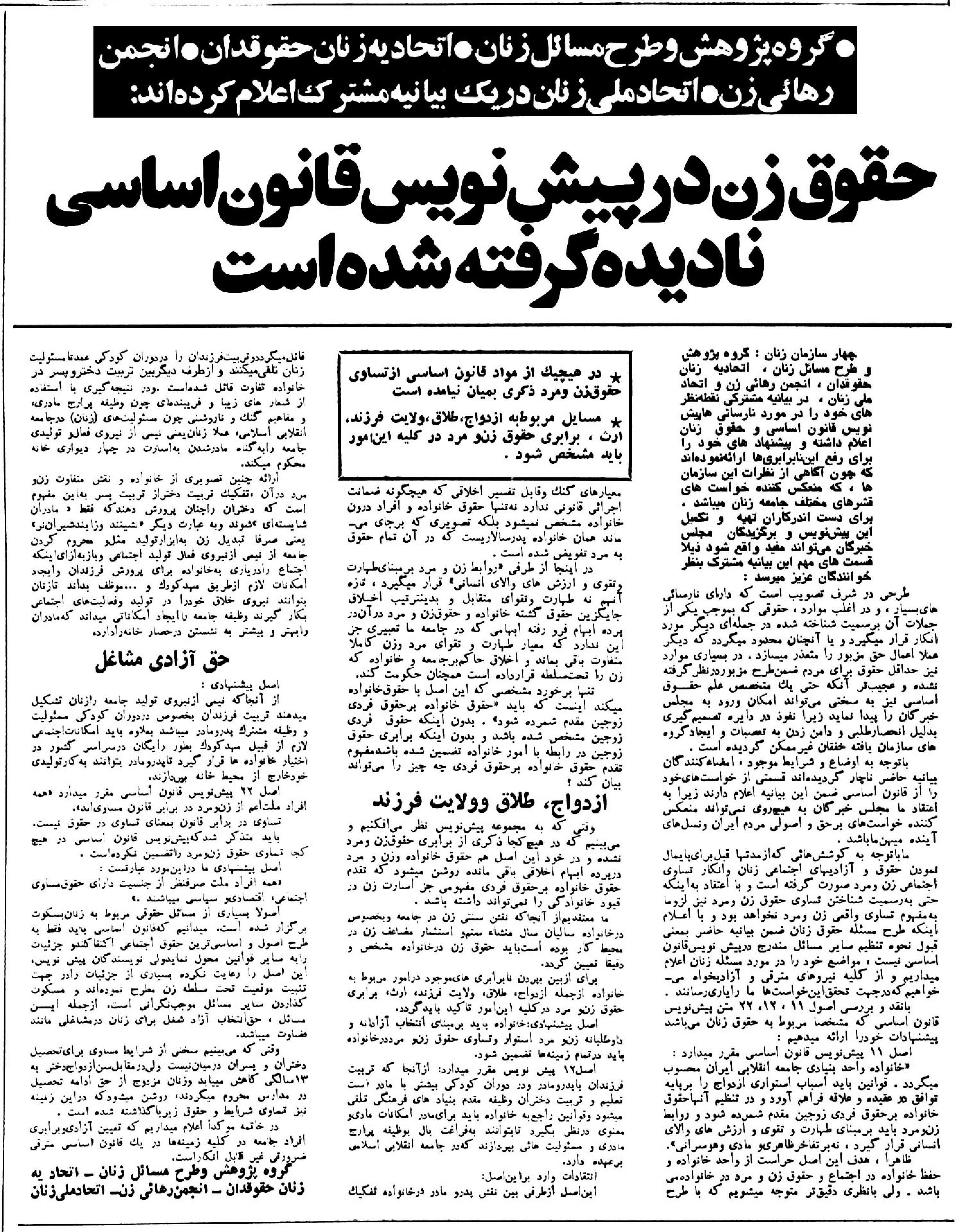
«حقوق زن در پیش‌نویس قانون اساسی، نادیده گرفته‌شده‌است.» تیتر عنوان بخشی از بیانیه چهار سازمانِ گروه پژوهش و طرح مسائل زنان، اتحادیه زنان حقوقدان، انجمن رهائی زن، و اتحاد ملی زنان درباره نارسایی‌های پیش‌نویس قانون اساسی و حقوق زنان. روزنامهٔ اطلاعات ۹ مرداد ۱۳۵۸ (‏۳۱ ژوئیهٔ ۱۹۷۹‏)

طرح ولایت‌فقیه نیز برای اولین‌بار توسط «حسن آیت» در این مجلس مطرح شد، نظریه‌ای بر مبنای نظارت عالیترین فقیه مذهب شیعه بر حکومت ایران که حسین‌علی منتظری سال‌ها پیش در حوزه علمیه قم آن را به شاگردان خویش آموخته بود و مورد حمایت سید روح‌الله خمینی نیز قرار داشت.
کتاب «بررسی و نقد و تحلیل پیش نویس قانون اساسی جمهوری اسلامی ایران» نوشته سید محمدعلی موحد ابطحی در ۱۳۵ صفحه در سال ۱۳۵۸ در اصفهان منتشر شد که با توجه به تاریخ انتشار این کتاب، اولین و جامعترین نقد و بررسی پیش‌نویس قانون اساسی ایران می‌باشد.